# Zoo de Valencia
El zoo de Valencia era un parque zoológico situado en la ciudad española de Valencia, cuyos inicios se remontan al año 1965, con un grupo inicial de animales provenientes de colecciones privadas y circos. El promotor de este zoo fue Ignacio Docavo Alberti.
Entre las especies presentes en este zoo estaban: el panda rojo, hipopótamo, dromedarios, orangutanes, mandriles, burros de raza andaluza-cordobesa, cocodrilos, etc.

## Cierre
Las instalaciones del zoo de Valencia, que se encontraba en los jardines de Viveros, cerraron sus puertas el 31 de julio de 2007, tras 42 años funcionando en una ubicación provisional. Han sido reemplazados por el Bioparc, que se inauguró el 27 de febrero de 2008 en el Parque de Cabecera del Jardín del Turia.
Según el proyecto aprobado al cerrarse el zoo, la parcela de 4.000 m² debía cederse a Viveros y ampliar así los Jardines del Real. La ampliación de Viveros y la rehabilitación de un edificio que albergará dos colecciones no se ha llevado a cabo en cuatro años. El plan de obra no ha comenzado, sigue sin proyecto en firme, plazos ni presupuesto.
Veintitrés trabajadores del Patronato de Zoología Ignacio Docavo (entidad pública dependiente del Ayuntamiento y de la Diputación) fueron despedidos en noviembre tras el cierre de este complejo.
El Patronato ofreció a los trabajadores ser reubicados en otras entidades públicas, como el Patronato de Ciencias Naturales, o incorporarse a la plantilla de la empresa que gestiona el Bioparc, Rainforest. Catorce rechazaron en un primer momento entrar en Rainforest. Comisiones Obreras denunció que el Ayuntamiento no cumplió su compromiso de ofrecerles un nuevo puesto de trabajo.